# CinéMagique
CinéMagique war eine Show im Walt Disney Studios Park von Disneyland Paris, die eine Liveaufführung mit einem Kurzfilm vermischt. Hauptdarsteller sind die Schauspieler Martin Short und Julie Delpy. Die 25-minütige Show wurde erstmals am 16. März 2002 aufgeführt. Die letzte Show fand am 29. März 2017 statt.

## Handlung
Der 25-minütige Kurzfilm enthält zahlreiche aus anderen Filmen entlehnte Szenen.
Das Publikum der Show wird informiert, dass sie nun eine Art Film über die Filmgeschichte zu sehen bekommen, der vom Stummfilm bis zur Neuzeit handelt. Kurz bevor der Film beginnen soll, klingelt ein Handy und George, ein vermeintlicher Störenfried, soll von einem Saaldiener eingefangen werden. Ihm gelingt jedoch die Flucht und er spaziert vor der Leinwand hin und her. Dies erregt die Aufmerksamkeit des Zauberers im Film, der mit einem Zauberspruch George in den Film zaubert. Dort stolpert der Protagonist von einer Filmszene zur anderen und trifft dabei die attraktive Marguerite, die ihm auf seinem Weg durch die Filmgeschichte folgt.
George wandert durch die Stummfilmzeit und trifft unter anderem auf Harold Lloyd, Laurel und Hardy sowie Charlie Chaplin. Danach kommt er in die Zeit des Gangsterfilms, kann sich jedoch in den Farbfilm retten, wo er zunächst in einer Western-Szene landet. Dort verliert er sein Handy und rettet sich in die Kulissen von Mary Poppins. Währenddessen kommt Marguerite im Western-Set an und findet Georges Handy. Die beiden treffen sich auf einer Straße. Als sie zusammen in ein Taxi gehen wollen, wird George unter Wasser gezogen und endet auf der Titanic, wo er Jack Dawson zu retten versucht, jedoch von einem Film in den nächsten stolpert, bis er schließlich im Todesstern ankommt und dort von Marguerite, als Stormtrooper verkleidet, gerettet wird.
Sie entkommen auch diesem Film und landen im Mittelalter. Bei der anschließenden Gefechtsszene wird George von Robin Hood getroffen, doch zum Glück fing das Handy den Pfeil ab. Als es klingelt, gerät der Ritter in Panik und zerstört das Handy. Danach hilft der Ritter jedoch zurück in die reale Welt, indem er einen Blitz mit seinem Schwert auffängt und das Schwert durch die Leinwand schleudert. George entkommt in die reale Welt, doch er muss Marguerite zurücklassen. Nun versuchen die beiden, wieder zusammenzukommen. Mit Hilfe des Magiers kommen sie schließlich wieder zusammen. Vereint reisen sie zur Smaragdstadt aus Der Zauberer von Oz. 2013 wurden aus dem Film einige Szenen ersetzt.

## Liste der verwendeten Filme
| Titel                                                | Jahr | Regisseur                    | Schauspieler                                  |
| ---------------------------------------------------- | ---- | ---------------------------- | --------------------------------------------- |
| Arbeiter verlassen die Lumière-Werke                 | 1894 | Louis Lumière                |                                               |
| Der Kuss                                             | 1896 | Edison Manufacturing Company | John C. Rice, May Irwin                       |
| Die Ankunft eines Zuges auf dem Bahnhof in La Ciotat | 1894 | Louis Lumière                |                                               |
| Der große Eisenbahnraub                              | 1903 | Edwin S. Porter              |                                               |
| Die Geburt einer Nation                              | 1902 | Georges Méliès               | Georges Méliès, Bleuette Bernon               |
| The Birth of a Nation                                | 1915 | David Wark Griffith          |                                               |
| Buster und die Polizei                               | 1922 | Buster Keaton                | Buster Keaton                                 |
| Plane Crazy                                          | 1928 | Walt Disney                  | Mickey Mouse                                  |
| Napoleon                                             | 1927 | Abel Gance                   | Albert Dieudonné                              |
| Panzerkreuzer Potemkin                               | 1925 | Sergei Eisenstein            | Alexander Pawlowitsch Antonow                 |
| Nosferatu – Eine Symphonie des Grauens               | 1922 | Friedrich Wilhelm Murnau     | Max Schreck                                   |
| Das Cabinet des Dr. Caligari                         | 1919 | Robert Wiene                 |                                               |
| Metropolis                                           | 1927 | Fritz Lang                   | Brigitte Helm                                 |
| Der Scheich                                          | 1921 | George Melford               | Rudolph Valentino                             |
| Ausgerechnet Wolkenkratzer!                          | 1923 | Fred C. Newmeyer             | Harold Lloyd                                  |
| Dick und Doof – Die Schlacht des Jahrhunderts        | 1927 | Clyde Bruckman               | Laurel und Hardy                              |
| Hinter der Leinwand                                  | 1916 | Charlie Chaplin              | Charlie Chaplin                               |
| Chicago – Engel mit schmutzigen Gesichtern           | 1938 | Michael Curtiz               | James Cagney                                  |
| Manche mögens heiß                                   | 1959 | Billy Wilder                 | Marilyn Monroe, Tony Curtis, Jack Lemmon      |
| Spiel mir das Lied vom Tod                           | 1967 | Sergio Leone                 | Charles Bronson, Henry Fonda                  |
| Zwei glorreiche Halunken                             | 1968 | Sergio Leone                 | Clint Eastwood, Eli Wallach                   |
| Tombstone                                            | 1993 | George Pan Cosmatos          | Kurt Russell, Val Kilmer                      |
| The Wild Bunch – Sie kannten kein Gesetz             | 1969 | Sam Peckinpah                | William Holden                                |
| Die glorreichen Sieben                               | 1960 | John Sturges                 | Yul Brynner, Steve McQueen                    |
| Mary Poppins                                         | 1965 | Robert Stevenson             | Julie Andrews, Dick Van Dyke                  |
| Die Regenschirme von Cherbourg                       | 1964 | Jacques Demy                 | Catherine Deneuve                             |
| Jagd auf Roter Oktober                               | 1990 | John McTiernan               | Sean Connery                                  |
| Im Rausch der Tiefe                                  | 1987 | Luc Besson                   | Jean-Marc Barr, Jean Reno                     |
| Pinocchio                                            | 1940 | Walt Disney                  |                                               |
| Titanic                                              | 1997 | James Cameron                | Leonardo DiCaprio, Kate Winslet               |
| Ein Fisch namens Wanda                               | 1988 | Charles Crichton             | John Cleese                                   |
| Drei Männer und ein Baby                             | 1985 | Coline Serreau               | Roland Giraud, André Dussollier               |
| Der rosarote Panther                                 | 1963 | Blake Edwards                | Peter Sellers                                 |
| Das Schweigen der Lämmer                             | 1990 | Jonathan Demme               | Anthony Hopkins                               |
| Die Monster AG                                       | 2001 | Disney-Pixar                 |                                               |
| Der Exorzist                                         | 1973 | William Friedkin             | Linda Blair                                   |
| Krieg der Sterne                                     | 1977 | George Lucas                 | Mark Hamill, Harrison Ford                    |
| Die drei Musketiere                                  | 1993 | Stephen Herek                | Kiefer Sutherland, Julie Delpy                |
| Highlander – Es kann nur einen geben                 | 1986 | Russell Mulcahy              | Christopher Lambert                           |
| Ran                                                  | 1985 | Akira Kurosawa               | Tatsuya Nakadai                               |
| El Cid                                               | 1961 | Anthony Mann                 | Charlton Heston, Sophia Loren                 |
| Henri V.                                             | 1989 | Kenneth Branagh              | Kenneth Branagh, James Larkin                 |
| Die Ritter der Kokosnuß                              | 1975 | Terry Jones, Terry Gilliam   | Monty Pythons                                 |
| Robin Hood – König der Diebe                         | 1991 | Kevin Reynolds               | Kevin Costner, Morgan Freeman                 |
| Traum meines Lebens                                  | 1955 | David Lean                   | Katharine Hepburn                             |
| Doktor Schiwago                                      | 1965 | David Lean                   | Omar Sharif, Julie Christie                   |
| Casablanca                                           | 1942 | Michael Curtiz               | Humphrey Bogart, Ingrid Bergman               |
| Vom Winde verweht                                    | 1939 | Victor Fleming               | Vivien Leigh, Clark Gable                     |
| Ein Mann und eine Frau                               | 1966 | Claude Lelouch               | Jean-Louis Trintignant, Anouk Aimée           |
| Sturmhöhe                                            | 1939 | William Wyler                | Laurence Olivier, Merle Oberon                |
| Ridicule – Von der Lächerlichkeit des Scheins        | 1996 | Patrice Leconte              | Fanny Ardant, Jean Rochefort                  |
| Der Husar auf dem Dach                               | 1995 | Jean-Paul Rappeneau          | Olivier Martinez, Juliette Binoche            |
| Die Spielregel                                       | 1939 | Jean Renoir                  | Marcel Dalio, Paulette Dubost                 |
| Die schwarze Orchidee                                | 1959 | Martin Ritt                  | Anthony Quinn, Sophia Loren                   |
| Ein Platz an der Sonne                               | 1951 | George Stevens               | Montgomery Clift, Elizabeth Taylor            |
| Carmen Jones                                         | 1954 | Otto Preminger               | Harry Belafonte, Dorothy Dandridge            |
| Cyrano von Bergerac                                  | 1990 | Jean-Paul Rappeneau          | Gérard Depardieu, Vincent Perez, Anne Brochet |
| Falsches Spiel mit Roger Rabbit                      | 1988 | Robert Zemeckis              | Bob Hoskins, Christopher Lloyd                |
| Tapferes kleines Schneiderlein                       | 1938 | Walt Disney                  | Mickey Mouse                                  |
| Über den Dächern von Nizza                           | 1955 | Alfred Hitchcock             | Cary Grant, Grace Kelly                       |
| Johanna von Orleans                                  | 1999 | Luc Besson                   | Milla Jovovich                                |
| Der Zauberer von Oz                                  | 1939 | Victor Fleming               | Judy Garland, Jack Haley                      |

## Besonderheiten
Film und Theaterszenen werden seit 2002 im Studio 2 des Walt Disney Studios Park aufgeführt. Das dortige Kino hat eine Kapazität von 1.100 Sitzen. Neben den Filmszenen sind einige Methoden des Gimmickfilms beziehungsweise des Magic Cinema 4D zu sehen. So „regnet“ es an mehreren Stellen auf die Zuschauer herab, es sind Spezialeffekte zu sehen und Schauspieler agieren vor der Leinwand.
Die Filmmusik stammt zu großen Teilen aus Die Regenschirme von Cherbourg (1964), zu hören sind außerdem die Titelstücke von Krieg der Sterne und Vom Winde verweht. Weitere Musik stammt von Bruce Broughton.
Die Show erhielt 2003 den Preis „Attraction of the Year“ von der Themed Entertainment Association.